# Varnish
Varnish — ускоритель HTTP, разработанный для динамических веб-сайтов с большим количеством контента, а также для API.

## Описание
Ориентирован исключительно на HTTP, в отличие от других прокси-серверов, которые часто поддерживают FTP, SMTP и другие сетевые протоколы. Поддерживает балансировку нагрузки с использованием как циклического перебора, так и случайной директивы. Также доступна базовая проверка работоспособности сервера.